# 229836 Wladimarinello
229836 Wladimarinello è un asteroide della fascia principale. Scoperto nel 2009, presenta un'orbita caratterizzata da un semiasse maggiore pari a 3,0054748 UA e da un'eccentricità di 0,0505205, inclinata di 10,88268° rispetto all'eclittica.
L'asteroide è dedicato all'astrofilo italiano Wladimiro Marinello.